# Gaspésie-Îles-de-la-Madeleine

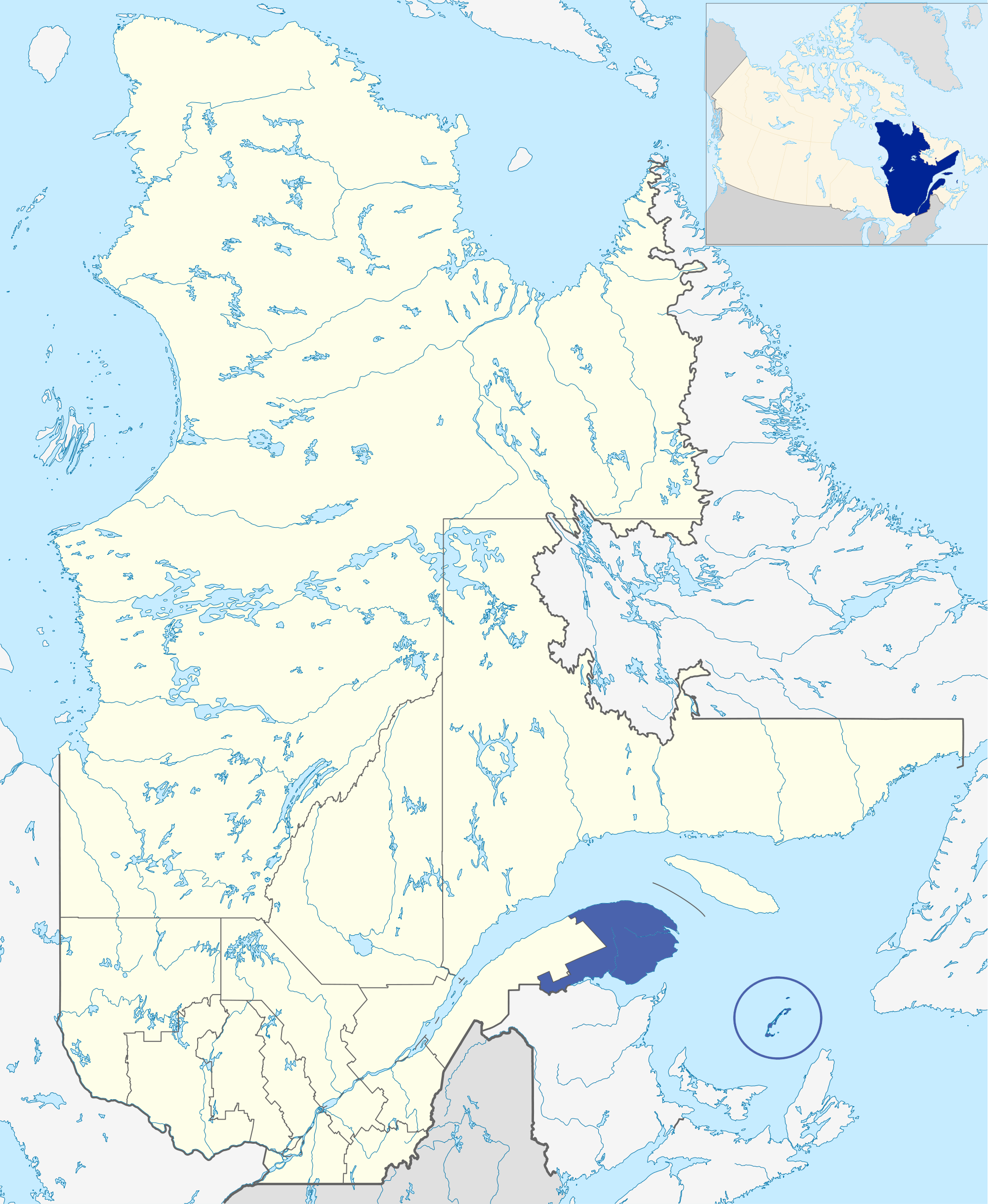
Localização da região administrativa de Gaspésie-Îles-de-la-Madeleine no Quebec.

O Gaspésie-Îles-de-la-Madeleine (em português:  Gaspésie e Ilhas da Madalena) é uma região administrativa da província canadense do Quebec. A região possui 20.272  km², 96.929  habitantes e uma densidade demográfica de 4,8 hab/km². Está dividida em cinco regionalidades municipais e em 53 municípios.

## Subdivisões

### Regionalidades municipais
- Avignon
- Bonaventure
- La Côte-de-Gaspé
- La Haute-Gaspésie
- Le Rocher-Percé

### Territorio Equivalente a Regionalidade Municipal
- Aglomeração de Îles-de-la-Madeleine

### Reservas Indígenas
- Gesgapegiag
- Listuguj